# Primera División (Chile) 2018
Die Primera División 2018, auch unter dem Namen Campeonato Nacional Scotiabank 2018 bekannt, war die 102. Saison der Primera División, der höchsten Spielklasse im Fußball in Chile. Die Saison begann am 2. Februar 2018 und endete am 2. Dezember 2018.
Den Meistertitel holte sich zum 13. Mal Universidad Católica. Neben dem Meister treten in der Copa Libertadores 2019 auch Vizemeister Universidad de Concepción und der Drittplatzierte Universidad de Chile sowie Pokalsieger CD Palestino an. Absteiger dieser Saison sind Deportes Temuco und San Luis de Quillota, die 2019 in der Primera B spielen.

## Modus
Ab 2017 wird die Meisterschaft wieder in Hin- und Rückrunde unterteilt. Das Meisterschaftsjahr entspricht dem Kalenderjahr. Alle Vereine der Primera División treffen anhand eines vor der Saison festgelegten Spielplans zweimal aufeinander; je einmal im eigenen Stadion und einmal im Stadion des Gegners.
Für die Gruppenphase der Copa Libertadores 2019 qualifizieren sich Meister und Vizemeister. Der Tabellendrittequalifiziert sich für die zweite Runde der Copa Libertadores. Die Mannschaften auf den Plätzen vier bis sieben nehmen an der Copa Sudamericana 2019 teil. Zusätzlich bekommt der Pokalsieger einen Startplatz in der zweiten Runde der Copa Libertadores 2019. Die letzten beiden Teams steigen in die Primera B ab.

## Teilnehmer 2018
Folgende Vereine nehmen an der Meisterschaft 2018 teil:
| Mannschaft                | Stadt             | Stadion                                  | Kapazität |
| ------------------------- | ----------------- | ---------------------------------------- | --------- |
| Audax Italiano            | Santiago de Chile | Estadio Bicentenario de La Florida       | 12.000    |
| Colo-Colo                 | Santiago de Chile | Estadio Monumental                       | 47.347    |
| Curicó Unido              | Curicó            | Estadio La Granja                        | 08.278    |
| Deportes Antofagasta      | Antofagasta       | Estadio Regional de Antofagasta          | 21.178    |
| Deportes Iquique          | Iquique           | Estadio Tierra de Campeones              | 12.000    |
| Deportes Temuco           | Temuco            | Estadio Germán Becker                    | 18.125    |
| Everton                   | Viña del Mar      | Estadio Sausalito                        | 23.423    |
| Huachipato                | Talcahuano        | Estadio Huachipato-CAP Acero             | 10.500    |
| O’Higgins                 | Rancagua          | Estadio El Teniente                      | 13.849    |
| Palestino                 | Santiago de Chile | Estadio Municipal de La Cisterna         | 12.000    |
| San Luis de Quillota      | Quillota          | Estadio Municipal Lucio Fariña Fernández | 07.680    |
| Unión Española            | Santiago de Chile | Estadio Santa Laura                      | 22.000    |
| Unión La Calera           | La Calera         | Estadio Municipal Nicolás Chahuán Nazar  | 10.000    |
| Universidad Católica      | Santiago de Chile | Estadio San Carlos de Apoquindo          | 14.000    |
| Universidad de Chile      | Santiago de Chile | Estadio Nacional de Chile                | 49.000    |
| Universidad de Concepción | Concepción        | Estadio Municipal de Concepción          | 33.000    |

## Tabelle
| Pl.             | Verein                    | Sp. | S  | U  | N  | Tore    | Diff. | Punkte |
| --------------- | ------------------------- | --- | -- | -- | -- | ------- | ----- | ------ |
| 1.              | Universidad Católica      | 30  | 17 | 10 | 3  | 039:250 | +14   | 61     |
| 2.              | Universidad de Concepción | 30  | 18 | 4  | 8  | 044:310 | +13   | 58     |
| 3.              | Universidad de Chile      | 30  | 18 | 3  | 9  | 046:370 | +9    | 57     |
| 4.              | Deportes Antofagasta      | 30  | 14 | 11 | 5  | 048:330 | +15   | 53     |
| 5.              | CSD Colo-Colo (M)         | 30  | 12 | 7  | 11 | 040:380 | +2    | 43     |
| 6.              | Unión La Calera (N)       | 30  | 13 | 4  | 13 | 038:380 | ±0    | 43     |
| 7.              | Unión Española            | 30  | 9  | 14 | 7  | 044:420 | +2    | 41     |
| 8.              | CD O’Higgins              | 30  | 12 | 5  | 13 | 041:410 | ±0    | 41     |
| 9.              | CD Huachipato             | 30  | 10 | 9  | 11 | 039:320 | +7    | 39     |
| 10.             | Audax Italiano            | 30  | 8  | 10 | 12 | 040:400 | ±0    | 34     |
| 11.             | Everton                   | 30  | 9  | 7  | 14 | 039:440 | −5    | 34     |
| 12.             | Curicó Unido              | 30  | 8  | 10 | 12 | 035:400 | −5    | 34     |
| 13.             | CD Palestino              | 30  | 7  | 11 | 12 | 041:450 | −4    | 32     |
| 14.             | Deportes Iquique          | 30  | 7  | 11 | 12 | 034:420 | −8    | 32     |
| 15.             | Deportes Temuco           | 30  | 6  | 10 | 14 | 029:450 | −16   | 28     |
| 16.             | San Luis de Quillota      | 30  | 5  | 8  | 17 | 024:480 | −24   | 23     |
| Stand: Endstand |                           |     |    |    |    |         |       |        |

| (M) | Vorjahresmeister     |
| (P) | Vorjahrespokalsieger |
| (N) | Aufsteiger           |

## Beste Torschützen
| Rang | Spieler             | Klub                 | Tore |
| ---- | ------------------- | -------------------- | ---- |
| 1    | Esteban Paredes     | CSD Colo-Colo        | 19   |
| 2    | Gabriel Torres      | CD Huachipato        | 15   |
| 3    | Matías Campos López | CD Palestino         | 14   |
|      | Tobías Figueroa     | Unión Española       | 14   |
| 5    | Eduard Bello        | CD Antofagasta       | 13   |
| 6    | Patricio Rubio      | Everton              | 12   |
| 7    | Mauro Caballero     | San Luis             | 11   |
|      | Brian Fernández     | Unión La Calera      | 11   |
|      | Javier Parraguez    | CD Huachipato        | 11   |
| 10   | Ricardo Blanco      | Universidad de Chile | 10   |
|      | Sergio Santos       | Audax Italiano       | 10   |